# 九龍巴士13C線
九龍巴士13C線是香港九龍一條已停駛的巴士路線。

## 歷史
- 1967年12月30日：路線投入服務，來往觀塘碼頭至秀茂坪。
- 1969年3月16日：秀茂坪總站改稱下秀茂坪。
- 1969年12月1日：路線延長為觀塘碼頭至中秀茂坪。
- 1970年7月1日：九巴取消所有市區及荃灣路線的分段收費。
- 1973年7月16日：路線改為觀塘碼頭至上秀茂坪，來回程不經秀明道。
- 1992年5月24日：路線取消服務，同日由13E線（已取消）更改秀茂坪行車路線，並加設分段收費取代。

## 取消前行車路線
- 觀塘碼頭開途經：偉業街，敬業街，成業街，開源道，協和街，秀茂坪道，秀明道，秀茂徑，秀茂坪道，曉光街。

- 上秀茂坪開途經：曉光街，秀茂坪道，秀茂徑，秀明道，秀茂坪道，協和街，開源道，觀塘碼頭通道。